# Hagop Agopjan
Hagop Agopjan (armenisch Յակոբ Յակոբեան; * 1951 als Harutiun Tokaschian in Mosul, Königreich Irak; † 28. April 1988 in Athen, Griechenland) war ein armenisch-irakischer politischer Aktivist und Untergrundkämpfer. Er war eines der Gründungsmitglieder der armenischen Organisation Asala und bis zu seinem Tod 1988 der Anführer.

## Leben
Er wurde unter dem Namen Harutiun Tokaschian in der irakischen Stadt Mosul geboren. Nachdem er sein Pseudonym Hagop Agopjan annahm, zog er in den Libanon um, wo er der Volksfront zur Befreiung Palästinas beitrat. 1975 gründete er in Beirut zusammen mit James Karnusian und Kevork Ajemian mit Unterstützung von palästinensischen Gruppen die Asala.
Nach dem israelischen Einmarsch in den Libanon 1982 floh Hagop und baute neue Basen in Syrien (Damaskus) und unter dem Namen Henri Titizian auch in Athen auf. Er brach mit der Palästinensischen Befreiungsorganisation (PLO), welche Asala-Mitglieder ausbildete und unterstützte, und verbündete sich mit dem PLO-Gegner Abu Nidal.
Als Asala-Anführer verwendete Hagop Agopjan die Pseudonyme Mihran Mihranian, Vahram Vahramian und Iran Irmian. Die französische Polizei gab später an, dass sein echter Name Bedros Havanassjan sei.

## Ermordung
Agopjan wurde am 28. April 1988 um 4:30 Ortszeit vor seinem Haus im Athener Vorort Paleo Faliro erschossen, als er auf ein Taxi wartete, das ihn zu einem Flug nach Belgrad fahren sollte. Er wurde von seiner Schwägerin begleitet, die nicht verletzt wurde. Er hatte einen südjemenitischen Diplomatenpass mit dem Namen Abdul Mohammed Kasim bei sich. Sein Grab befindet sich in der Stadt Mossul. Auch seine Eltern Macardich und Siranoush Takoshian lebten noch in Mossul. Die Gründe für seine Ermordung sind unbekannt.